# فرنسوا كيلر
فرنسوا كيلر (بالفرنسية: François Keller)‏ (27 أكتوبر 1973 كولمار فرنسا - ) هو لاعب كرة قدم فرنسي، يلعب كمهاجم، ولعب مباراة.

## مسيرته

### مسيرته مع الأندية
- 1998 - 1999 لعب مع نادي فولهام مباراة.

## روابط خارجية
- فرنسوا كيلر على موقع رابطة كرة القدم الفرنسية للمحترفين (الإنجليزية)
- فرنسوا كيلر على موقع قاعدة بيانات كرة القدم.إي يو (الإنجليزية)